# Caso Joanne Ratcliffe e Kirste Gordon
Joanne Ratcliffe e Kirste Gordon, nascidas em 1962 e 1968, respectivamente, eram duas jovens australianas que desapareceram enquanto assistiam a um jogo de futebol australiano no Estádio Adelaide Oval, em 25 de agosto de 1973. O desaparecimento foi inicialmente tratado como um sequestro seguido de assassinato e gerou grande comoção, ocupando as primeiras páginas dos jornais australianos. 
As meninas, de 11 e 4 anos respectivamente, estavam sob os cuidados de familiares quando desapareceram após se dirigirem juntas ao banheiro do estádio. Investigações posteriores apuraram que ambas foram vistas em diversas ocasiões nas proximidades, ao longo dos noventa minutos após deixarem suas famílias, inclusive na companhia de um homem não identificado.
Apesar das investigações realizadas ao longo de décadas, incluindo recompensas em dinheiro e da cobertura midiática, o caso rapidamente tornou-se arquivado, sendo um dos crimes mais lembrados da Austrália Meridional.

## Principais suspeitos
- Bevan Spencer von Einem

Condenado por homicídio e conhecido por crimes sexuais contra menores. É suspeito tanto no caso de Joanne Ratcliffe e Kirste Gordon quanto no desaparecimento das crianças Beaumont, devido à semelhança nos perfis das vítimas e às circunstâncias dos crimes.
- Derek Percy

Criminoso sexual e assassino de crianças, falecido em 2013, e também vinculado ao caso Beaumont. Seu padrão de atuação e presença em locais relacionados aos crimes levantam suspeitas de envolvimento no desaparecimento das duas meninas.
- Arthur Stanley Brown

Apontado como semelhante ao retrato falado do sequestrador em ambos os casos. Foi identificado por uma testemunha em 1998, ao ser visto em um programa de televisão. Faleceu em 2002.
- Stanley Arthur Hart

Com histórico de abuso infantil, faleceu em 1999. Suas propriedades foram investigadas em 2009 e 2015. Era frequentador assíduo do Adelaide Oval. Familiares das vítimas o apontaram como possível autor, com base em seu comportamento e antecedentes.
- "Frank"

Amigo da família Ratcliffe e conhecido da família Gordon. Estava presente no dia do desaparecimento, ausentou-se por cerca de 30 minutos antes do sumiço das meninas e não participou das buscas. Familiares consideraram seu comportamento suspeito. Nunca teria sido formalmente interrogado.
- Errol George Radan

Condenado por abusos sexuais contra menores, foi investigado antes de sua morte em 2022. Uma vítima o reconheceu como semelhante ao retrato do suspeito. Suspeitas contra ele foram reforçadas depois que a polícia encontrou, em sua antiga casa, recortes sobre o desaparecimento das jovens e roupas de meninas.

## Outras leituras
- Stephen Orr (2011). The Cruel City: Is Adelaide the Murder Capital of Australia?. [S.l.]: Allen & Unwin. pp. 102–122. ISBN 9781742692944